# Soi Dog Foundation
Soi Dog Foundation är en ideell organisation i Thailand, USA, Australien, Storbritannien, Frankrike och Nederländerna som arbetar för att stoppa överpopulationen av hundar och katter genom att kastrera och sterilisera dem. De har hittills kastrerat och steriliserat över 71 000 hundar och katter (augusti, 2014). De arbetar också för att få ett slut på den olagliga exporten av hundkött från Thailand till Vietnam. År 2013 hade fler än 7000 hundar räddats av Soi Dog Foundation från köttexporten. Fler än 30 smugglare hade blivit arresterade. I sitt djurhem, som ligger i Phuket, Thailand, tar medlemmarna hand om över 300 hemlösa och vanvårdade hundar och katter. Hundarna på hemmet blir mikrochippade och vaccineras mot rabies, valpsjuka, hepatit, parvovirus och kennelhosta. Katterna vaccineras mot kattsnuva och kattpest. Soi Dog Foundation har lyckats göra Phuket till Thailands enda rabiesfria provins. Människor från hela världen kan adoptera en hund eller katt från Soi Dog Foundation. Soi Dog Foundation tar ingen adoptionsavgift, men den som ska adoptera ett djur måste betala för transporten.